# Брукфілд (Массачусетс)
Брукфілд (англ. Brookfield) — місто (англ. town) в США, в окрузі Вустер штату Массачусетс. Населення — 3439 осіб (2020).

## Демографія
Згідно з переписом 2010 року, у місті мешкало 3390 осіб у 1375 домогосподарствах у складі 940 родин. Було 1493 помешкання
Расовий склад населення:
| - 97,3 % — білих - 0,3 % — чорних або афроамериканців - 0,2 % — азіатів - 0,1 % — корінних американців |

До двох чи більше рас належало 1,9 %. Частка іспаномовних становила 1,3 % від усіх жителів.
За віковим діапазоном населення розподілялося таким чином: 21,7 % — особи молодші 18 років, 62,3 % — особи у віці 18—64 років, 16,0 % — особи у віці 65 років та старші. Медіана віку мешканця становила 43,6 року. На 100 осіб жіночої статі у місті припадало 98,1 чоловіків;  на 100 жінок у віці від 18 років та старших — 96,9 чоловіків також старших 18 років.
Середній дохід на одне домашнє господарство  становив 89 462 долари США (медіана — 64 219), а середній дохід на одну сім'ю — 108 298 доларів (медіана — 80 395). Медіана доходів становила 62 163 долари для чоловіків та 50 184 долари для жінок. За межею бідності перебувало 9,2 % осіб, у тому числі 20,8 % дітей у віці до 18 років та 10,5 % осіб у віці 65 років та старших.
Цивільне працевлаштоване населення становило 1762 особи. Основні галузі зайнятості: освіта, охорона здоров'я та соціальна допомога — 26,3 %, роздрібна торгівля — 17,4 %, виробництво — 12,9 %, будівництво — 10,0 %.